# 黃楚峰
黃楚峰，香港前政務官，曾任灣仔區議會議員。

## 簡歷
2002年加拿大大學畢業，之後加入香港特區政府。曾任民政署，衛生福利及食物局。當政務官三年後辭職，加入民間智庫，從事公共政策研究，兼地區工作。
2007年香港區議會選舉，時任大坑議員李慶偉爭取連任，而建制派方面由葉劉淑儀創立的匯賢智庫成員黃楚峰爭奪該區議席，最後黃以1,059票擊敗李的947票而首度當選。其後葉劉淑儀以匯賢智庫為基礎，成立新民黨，黃楚峰亦跟隨加入。
2011年香港區議會選舉，民主黨單仲偕得到前區議員李慶偉讓路參選大坑選區。由於2010年政改中單仲偕支持民主黨放棄爭取2012雙普選立場，而當選後有機會以區議員身份參選立法會超級區議會議席，結果吸引到人民力量主席劉嘉鴻及自稱獨立民主派的沈四海挑戰，加上黃楚峰爭取連任，使該區成為當屆選舉焦點。最後由得到建制派票源的黃楚峰以過半數的1,266票勝出，單以965票落敗，只能以地區直選形式參與2012年香港立法會選舉。而劉嘉鴻得141票，僅高於5%門檻，加上人民力量狙擊當屆區議會選舉狙擊泛民主派失敗，被網民取笑為「141主席」。沈四海只得43票，低於5%門檻，被沒收保證金。
2015年香港區議會選舉，當時人口估算約13,637人，其中有5,695位選民。這屆選情非常激烈，新民黨黃楚峰宣布當屆不參選競逐連任，由徒弟王政芝參選。對手是屬金鐘系「傘兵」灣仔好日誌的楊雪盈。王政芝獲葉劉淑儀到場支持，而楊雪盈亦獲黃英琦、黎則奮到場支持。最終灣仔好日誌楊雪盈以1,398票擊敗新民黨王政芝的1,148票，為民主派重奪該區議席。由於立場與泛民相近原渣甸山區議員黎大偉連任失敗，泛民在灣仔區議會維持兩席（包括軒尼詩選區的鄭其建）。

## 資料來源與註釋
1. ↑  . 蘋果日報. 2011-11-08  [2019-12-06]. （原始内容存档于2020-12-10）.

## 外部連結
- 黃楚峰區議員辦事處
- http://www.rthk.org.hk/special/hkconnection/hksar10/guest06.htm（页面存档备份，存于）

| 議會席位      | 議會席位                                              | 議會席位      |
| ------------- | ----------------------------------------------------- | ------------- |
| 前任： 李慶偉 | 灣仔區議會 大坑選區區議員 2008年1月1日—2015年12月31日 | 繼任： 楊雪盈 |